# Aeroporto di Chengdu-Shuangliu
L'Aeroporto di Chengdu-Shuangliu (IATA: CTU, ICAO: ZUUU) è l'aeroporto della città cinese di Chengdu, quarto centro più popoloso del Paese con i suoi 14 milioni di residenti e capitale della provincia del Sichuan. È situato a 17 km a sud ovest dal centro della città, nella parte centrale della Cina. La struttura è dotata di due piste parallele in cemento entrambe lunghe 3600 m, l'altitudine è di 512 m, l'orientamento della pista principale è RWY 02L-20R, la frequenza radio 118.85 MHz per la torre. L'aeroporto è gestito dalla Sichuan Airport Group Co., Ltd ed effettua attività 24 ore al giorno. È aperto al traffico commerciale internazionale.